# Mehmed Mejlija Guranija
Mehmed Mejlija Guranija (Sarajevo, 1713. – Travnik 1781.), bošnjački pjesnik i kaligraf.
O tome da je bio veoma učen, svjedoči nam i ljetopisac Mula Mustafa Bašeskija. Bio je vaiz i baškatib (glavni tajnik) šerijatskog suda. Neki podaci govore da je bio šejh Silahdar Mustafa-pašine tekije u Sarajevu, što upućuje na zaključak da je pripadao kadirijskom tarikatu.
Njegovo djelo uglavnom sadrži veoma suptilno sročene stihovane tarihe, kojima obilježava svaki značajniji događaj svoga vremena. Međutim, on je i pjesnik lirsko-tesavufske poezije iskazane jezikom alegorije i simbola. Napisao je dosta pjesama i iza sebe ostavio medžmuu u koju je sam ispisao mnogo svojih stihova.

## Poezija
Pjesme
- Ne, nije novi mjesec...
- O srce, da oči ne plaču...
- Ne veži srce za svašta...
- Ko ti lice ugleda...
- Pred noge drage stigosmo...
- Povjetarče istočni...
- O ptico srca, u onaj mjesec...
- Nek' Bog blagoslovi ovaj susret...
- Opet puhnu edželski vjetar...
- Reci, jutarnji vjetre, vjesniče...